# Palo Alto, El Llano
Palo Alto är en kommunhuvudort i Mexiko.   Den ligger i kommunen El Llano och delstaten Aguascalientes, i den centrala delen av landet, 400 km nordväst om huvudstaden Mexico City. Palo Alto ligger 2 024 meter över havet och antalet invånare är 4 610.
Terrängen runt Palo Alto är platt åt sydväst, men åt nordost är den kuperad. Runt Palo Alto är det ganska tätbefolkat, med 96 invånare per kvadratkilometer. Palo Alto är det största samhället i trakten. Trakten runt Palo Alto består i huvudsak av gräsmarker.